# Dürrröhrsdorf-Dittersbach
Dürrröhrsdorf-Dittersbach är en kommun och ort i Landkreis Sächsische Schweiz-Osterzgebirge i förbundslandet Sachsen i Tyskland. Kommunen har cirka 4 300 invånare.
Kommunen bildades 1 juli 1965 genom en sammanslagning av de tidigare kommunerna Dürrröhrsdorf och Dittersbach.